# Sac à procès

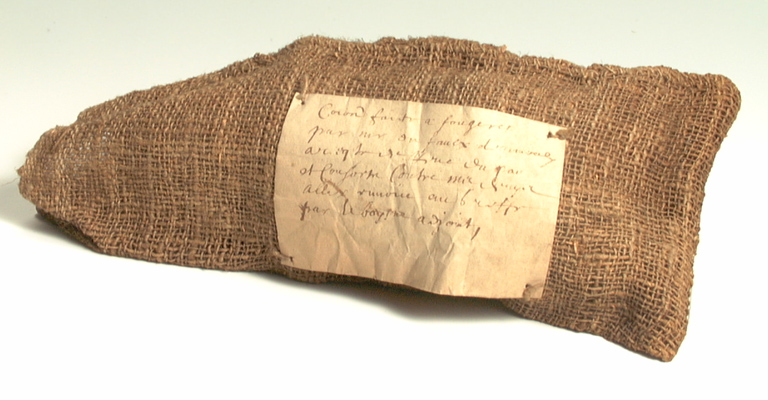
Sac de procédure du XVIIe siècle Stammt aus dem Parlament der Bretagne

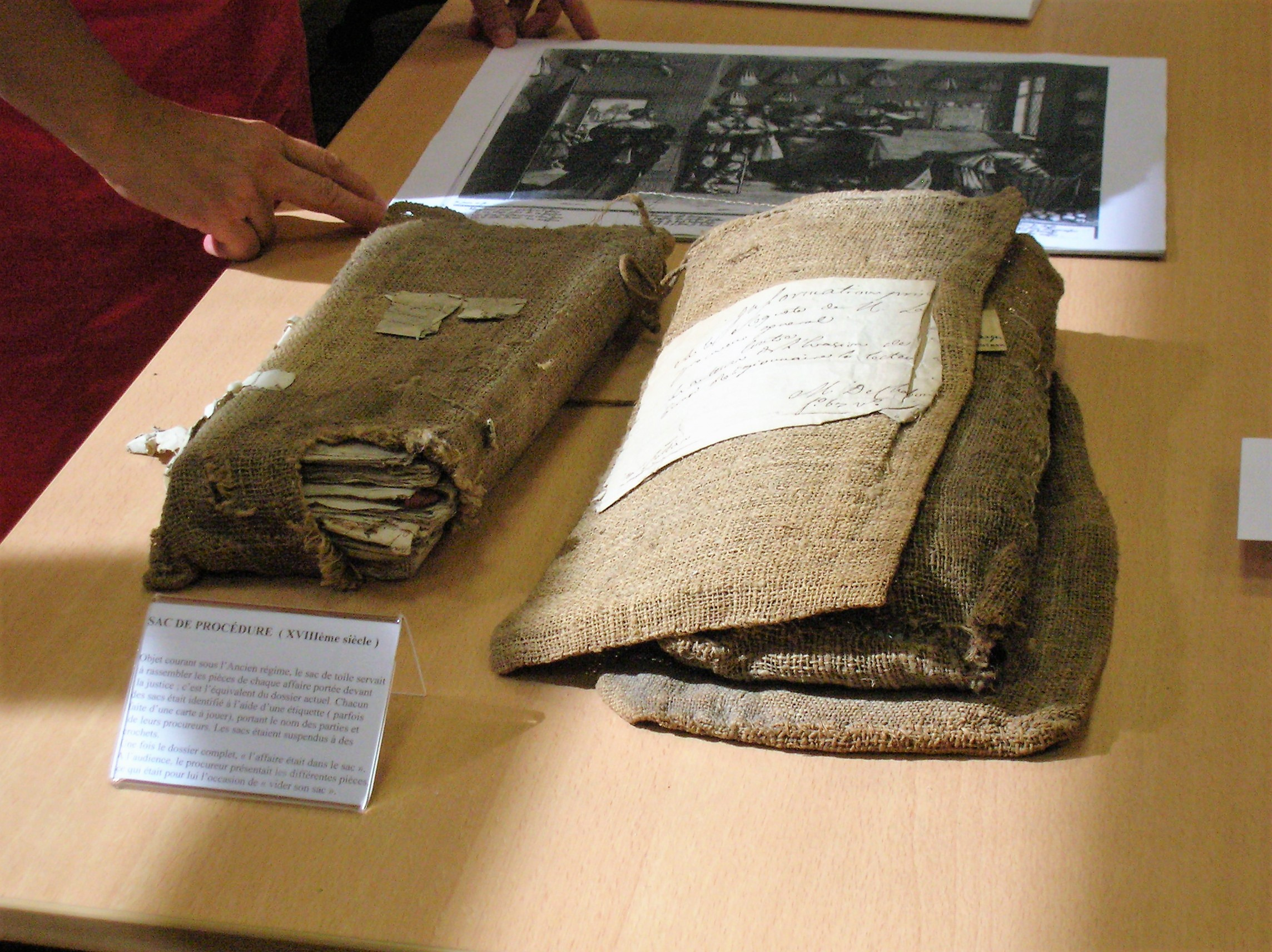
Sacs à procédure. Im Archiv des Département de l'Isère.

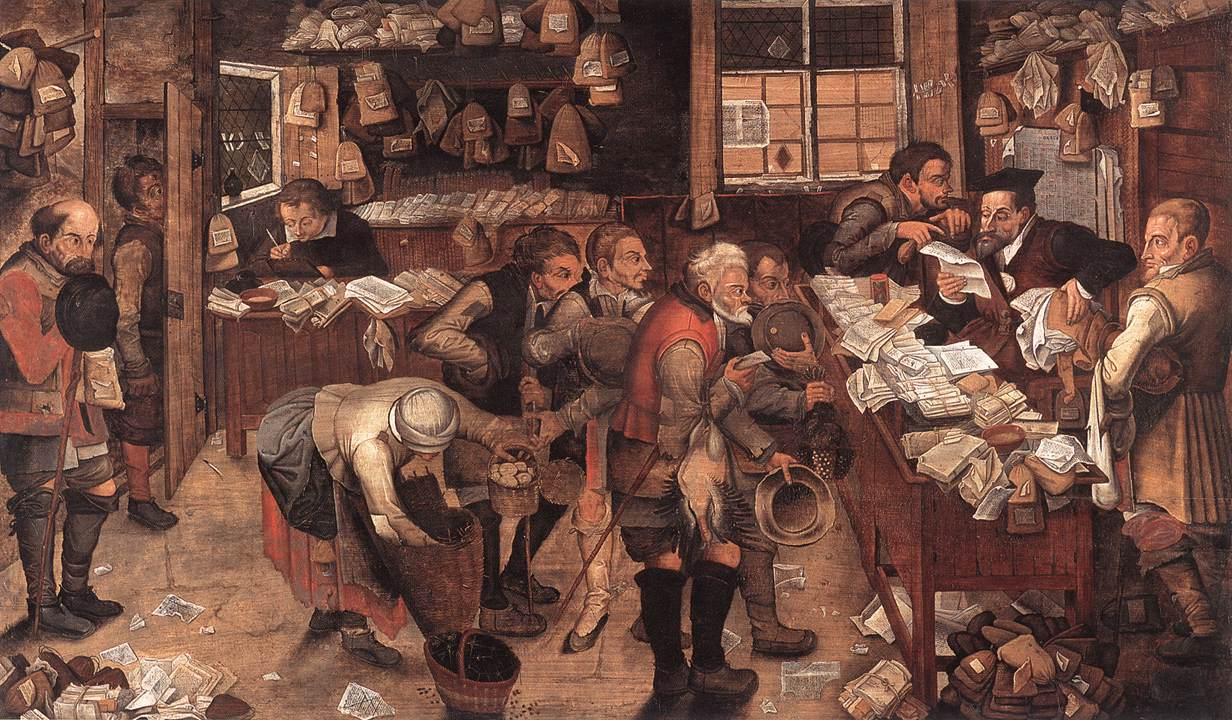
Aus Der Dorfadvokat (Pieter Brueghel der Jüngere, 1621), Säcke, vollgefüllt mit Gerichtsakten, durch ein Etikett gekennzeichnet. Sie hängen im Büro des Anwalts an der Wand.

Ein sac à procès, seltener sac de procès genannt, war eine Tasche aus Sackleinen, Hanf oder Leder, die während der Gerichtsverhandlungen unter dem Ancien Régime verwendet wurde und die alle Elemente eines Prozesses zum Zwecke der Archivierung enthielt.
In ihm wurden aufbewahrt:
- Aussagen und Anfragen;
- unterschriebene Kopien der Staatsanwälte
- Beweisstücke

Sobald der Prozess durch ein Urteil beendet wurde, wurden diese verschiedenen Dokumente gesammelt und in einem Beutel aufgehängt, der mit einem Haken an einer Wand oder einem Balken befestigt war (daher der Ausdruck "une Affaire pendante" (ein schwebender Fall)), damit die Schriftrollen nicht von Ratten zerstört wurden. Diese Taschen wurden in der Anwaltskanzlei oder den Geschäftsstellen der jeweiligen Gerichts verwahrt.
Der Satz "l'affaire est dans le sac "(der Fall ist im Sack) bedeutete, dass die Gerichtsakten abgeschlossen waren und das gesamte Material in dem versiegelten Sack aufbewahrt wurde. Für die Anhörung wurde der Sack heruntergenommen und der Staatsanwalt oder der Anwalt konnte sich vor Gericht stellen und "vider son sac" (seinen Sack ausleeren), indem er die notwendigen Dokumente für sein Playdoyer vorlegte. Ein guter Anwalt oder Staatsanwalt, der wusste, wie man all diese Dokumente in Szene setzte, ist der Ursprung der Phrase "avoir plus d’un tour dans son sac" (mehr als nur einen Trick in seiner Tasche zu haben).